# Монтроуз (Мисури)
Монтроуз (енгл. Montrose) град је у америчкој савезној држави Мисури.

## Демографија
По попису из 2010. године број становника је 384, што је 33 (-7,9%) становника мање него 2000. године.
| Група             | 2000.       | 2010.       |
| Белци             | 412 (98,8%) | 375 (97,7%) |
| Афроамериканци    | 0 (0,0%)    | 5 (1,3%)    |
| Азијати           | 1 (0,2%)    | 0 (0,0%)    |
| Хиспаноамериканци | 0 (0,0%)    | 3 (0,8%)    |
| Укупно            | 417         | 384         |